# 필리프 라슈

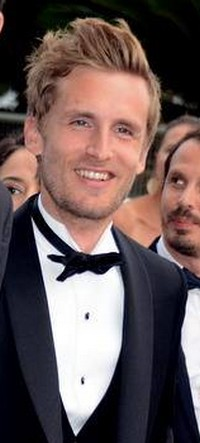

필리프 라슈(Philippe Lacheau, 1980년 6월 25일 ~ )는 프랑스의 배우, 각본가, 영화 감독이다.
퐁트네수부아에서 태어났다.

## 영화
- 메리 미, 두드 (2017년)
- 알리바이 닷 컴 (2017년) - 그레그 역
- 베이비시팅 2 (2014년)
- 베이비시팅 (2014년)
- 파리지엔느프로젝트 (2013년)
- 뚜르드 프랑스: 기적의 레이스 (2013년) - 젊은 해설자 역